# Зайцев, Владимир Владимирович
Влади́мир Влади́мирович За́йцев (род. 15 апреля 1964, село Кинель-Черкассы, Самарская область) — российский учёный, доктор биологических наук, профессор, автор более 300 опубликованных научных работ, 7 монографий, более 10 научных пособий и рекомендаций, 4 патента на интеллектуальную собственность и 4 акта внедрения изобретения в производственный процесс. Под его руководством защищены одна докторская и восемь кандидатских диссертаций. Декан факультета Биотехнологий и ветеринарной медицины (БиВМ)(2008 — наст.время), Заведующий кафедрой «Биоэкологии и физиологии сельскохозяйственных животных» Самарского государственного аграрного университета (2000-наст.время). Почётный работник ВПО РФ, обладатель памятного знака «За успехи в высшем образовании и научной деятельности» и премии губернатора Самарской области в области науки и техники.

## Биография
Родился 15 апреля 1964 года в Кинель-Черкассах Самарской области, в семье Владимира Ивановича Зайцева — преподавателя Куйбышевского сельскохозяйственного института.
В 1986 году с отличием закончивает Куйбышевский СХИ по специальности «Зоотехния» и поступает в аспирантуру Всесоюзного научно-исследовательского института животноводства (ВНИИЖ). Руководителем диссертационной работы стал Виктор Константинович Милованов.
После защиты кандидатской диссертации Владимир Владимирович работал научным сотрудником Всесоюзного научно-производственного объединения по племенному делу в животноводстве, старшим научным сотрудником лаборатории животноводства Самарского государственного аграрного университета.
В 1998 году, в возрасте 34 лет защищает диссертацию по теме: «Действие зкзо- и зндогенных факторов на резистентность, продуктивность и воспроизводительную способность сельскохозяйственных животных».
В 2000 году Владимиру Владимировичу присвоено звание профессора, и в этом же году он становится заведующим кафедрой «Физиология и биохимия сельскохозяйственных животных» Самарского ГАУ, которая впоследствии была переименована в кафедру «Биоэкология и физиология сельскохозяйственных животных».
15 мая 2008 года учёным советом Самарского ГАУ избран деканом факультета «Биотехнология и ветеринарная медицина». Является членом учебнометодического, научно-технического совета Самарского государственного аграрного университета.
С начала 2000-х годов Владимиром Владимировичем создана научная школа по физиологии живых организмов.

## Научный вклад
Научные исследования Владимира Зайцева затрагивают различные области естественных наук. В 1995 году разработана питательная среда для выращивания белок А продуцирующих бактерий. При выращивании штаммов стафилококков при этом накопление бакмассы увеличивается в 10—15 раз.
В 2004 году вышла работа В. В. Зайцева «Влияние спирулины на морфофизиологические показатели крови, резистентность и продуктивность свиней» в рамках которой установлено, что спирулина стимулирует клеточные и гуморальные механизмы защиты животных и влияет на повышение их резистентности, а также положительно влияет на продуктивность и воспроизводительную способность животных.
В 2009 году вышла монография по диссертации В. В. Зайцева «Действие экзо- и эндогенных факторов на воспроизводительную функцию хряков» в рамках которой установлено, что продолжительность светового дня (фотопериод) оказывает наибольшее влияние на воспроизводительные функции хряков. Для устранения неблагоприятного сезонного фотопериода на воспроизводительную функцию хряков разработана световая программа. Выяснены ответные реакции в репродуктивной функции хряков на воздействия натуральными и искусственными половыми феромонами (аттрактантами и репелентами) и предложены способы их использования для повышения эффективности воспроизведения.
В 2021 году разработан способ повышения неспецифической резистентности организма телят, который включает введение в основной рацион добавки, состоящей из активной угольной кормовой добавки, сахара, льняных семян и поваренной соли. Разработан способ снижения метаногенеза у крупного рогатого скота. В 2022 году совместно со своим учеником Орловым М. М. разработал способ установления типа рациона у телят относительно содержания в нём витамина С. Сформирован способ культивирования насекомых семейства божьих коровок вида Coccinella Septempunctata семейства Sarcophagidae.